# باشگاه فوتبال ساراواک
تیم فوتبال ایالتی ساراواک یک تیم فوتبال بود که از سال ۱۹۷۴ نماینده منطقه ساراواک بود. این تیم یکی از تیم‌های ایالتی ساختار فوتبال مالزی بود. مسابقات خانگی این تیم قبلاً در ورزشگاه ایالتی ساراواک، برگزار می‌شد.